# Église Saint-Pierre-et-Paul d'Andlau
Pour les articles homonymes, voir Église Saint-Pierre-et-Saint-Paul.
L'église Saint-Pierre-et-Paul est une église catholique située à Andlau, en France.

## Localisation
L'église est située dans le département français du Bas-Rhin, sur la commune d'Andlau.

## Historique
L'édifice est classé au titre des monuments historiques en 1846.

## Architecture

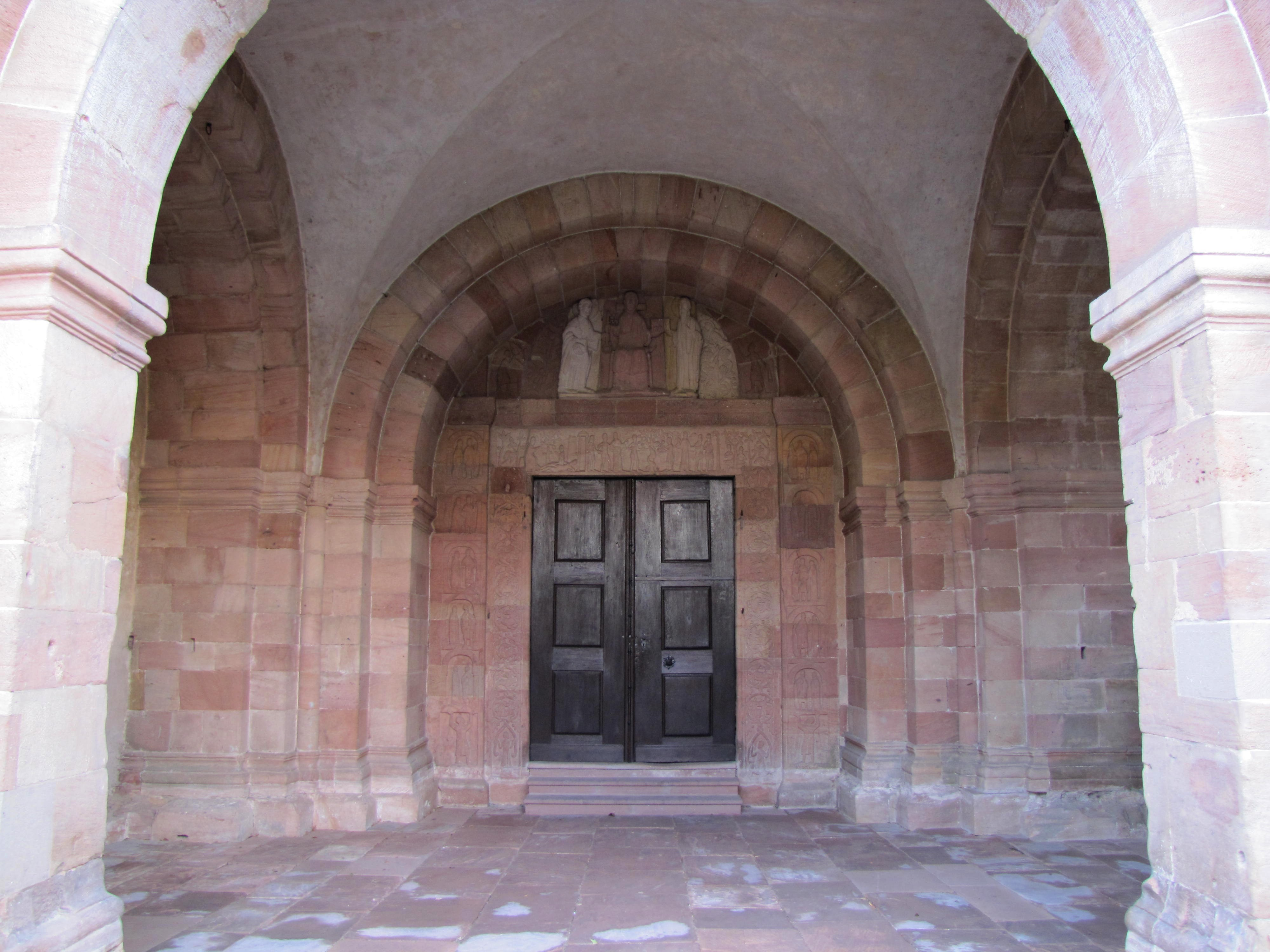
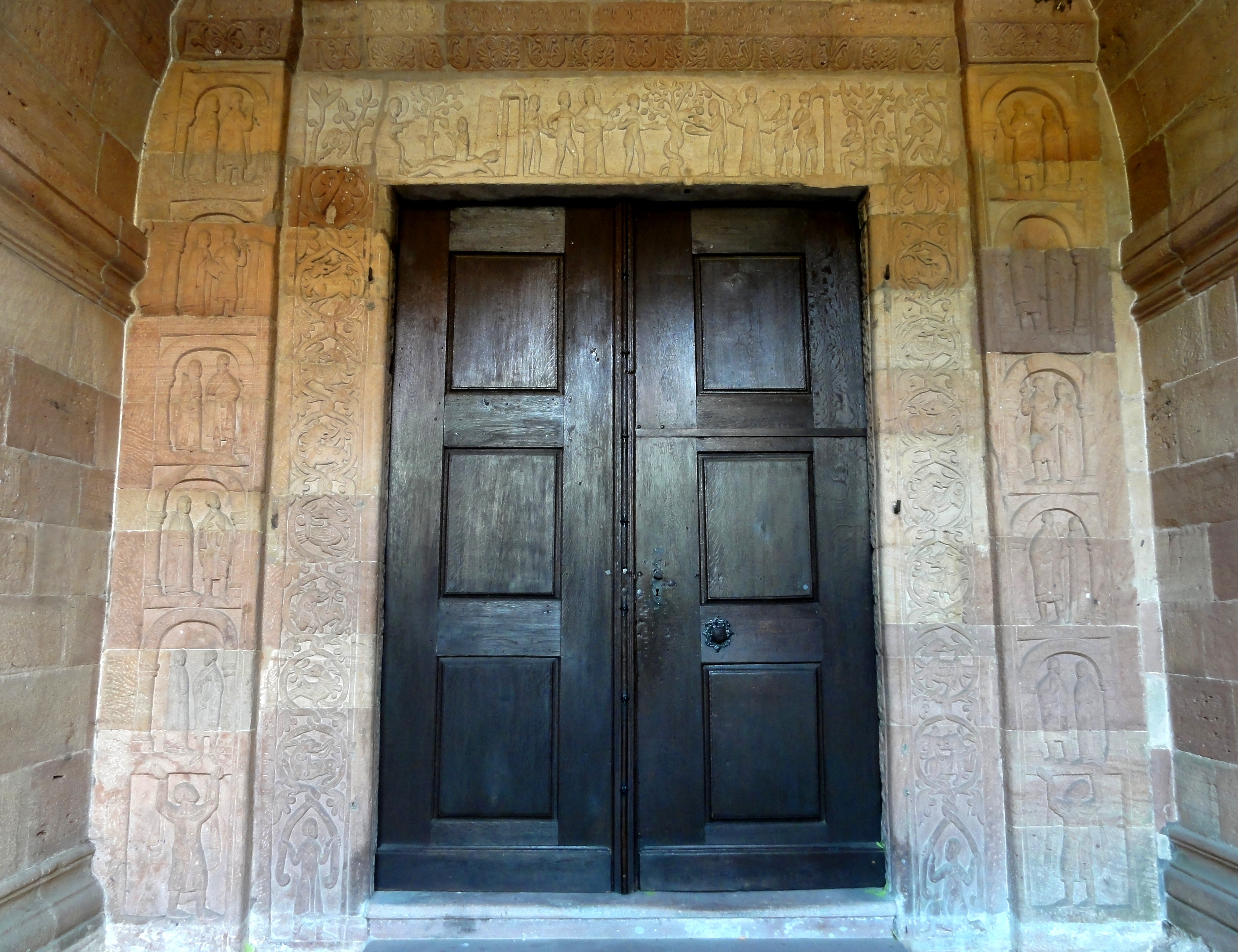
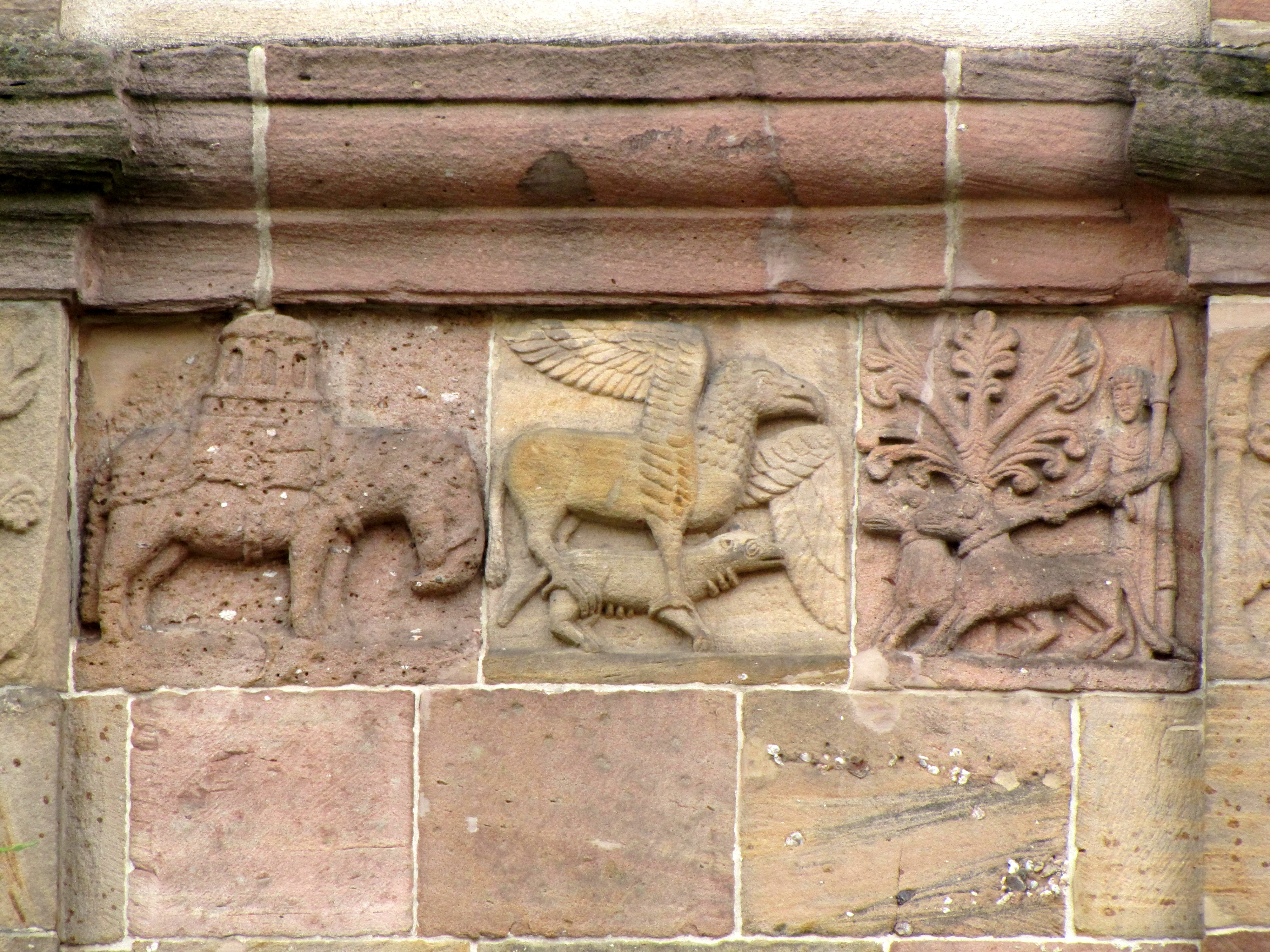
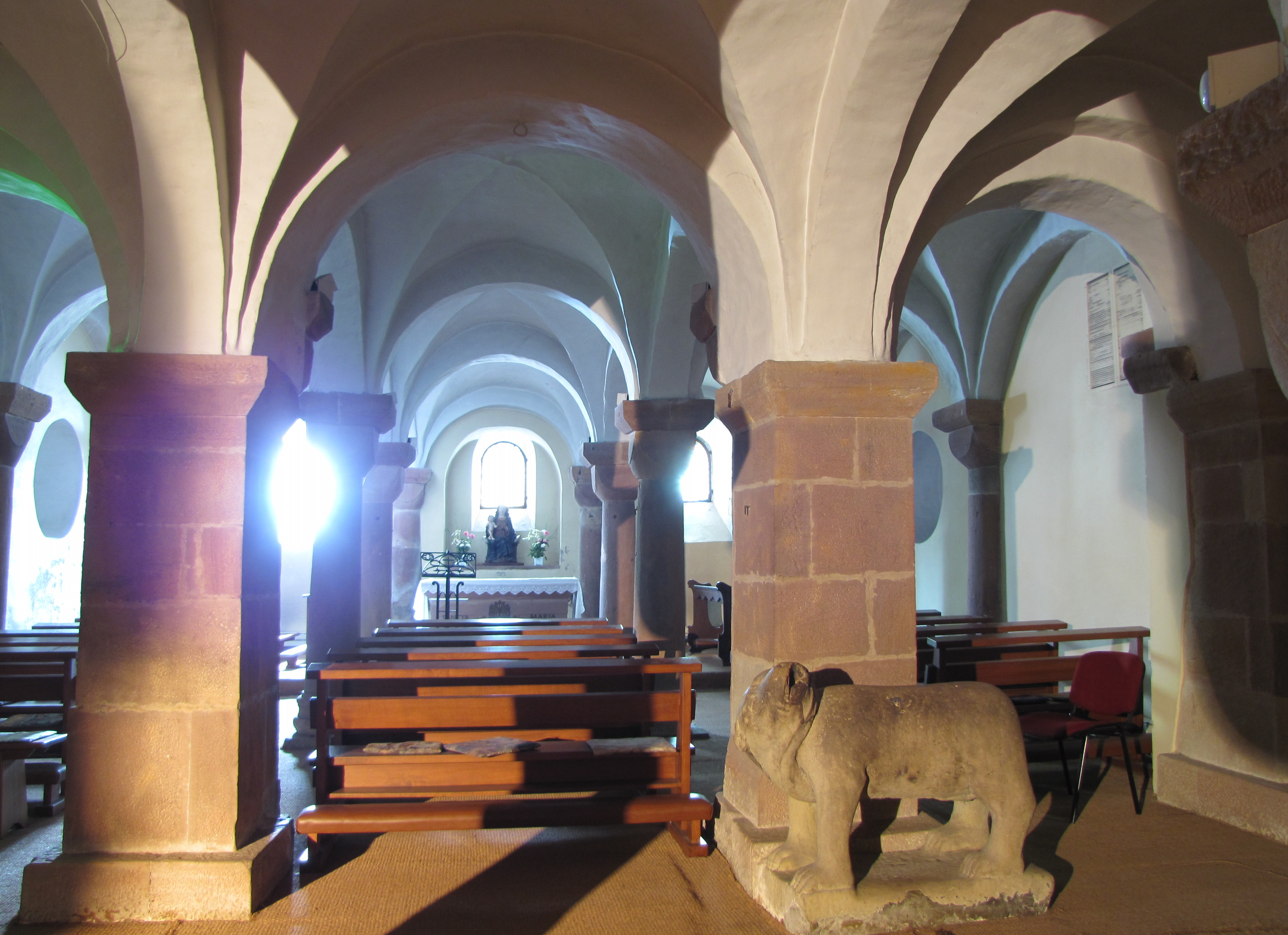

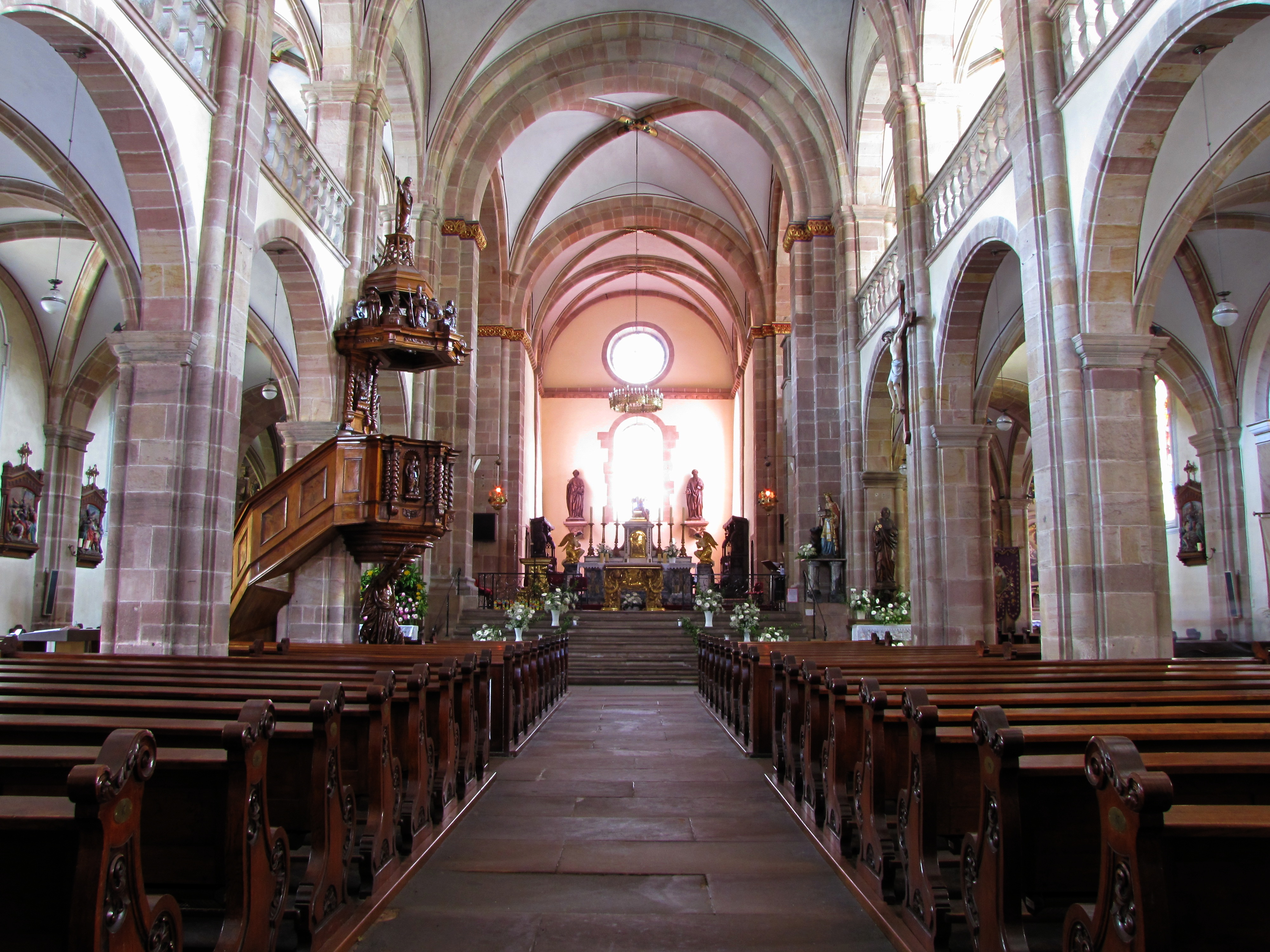
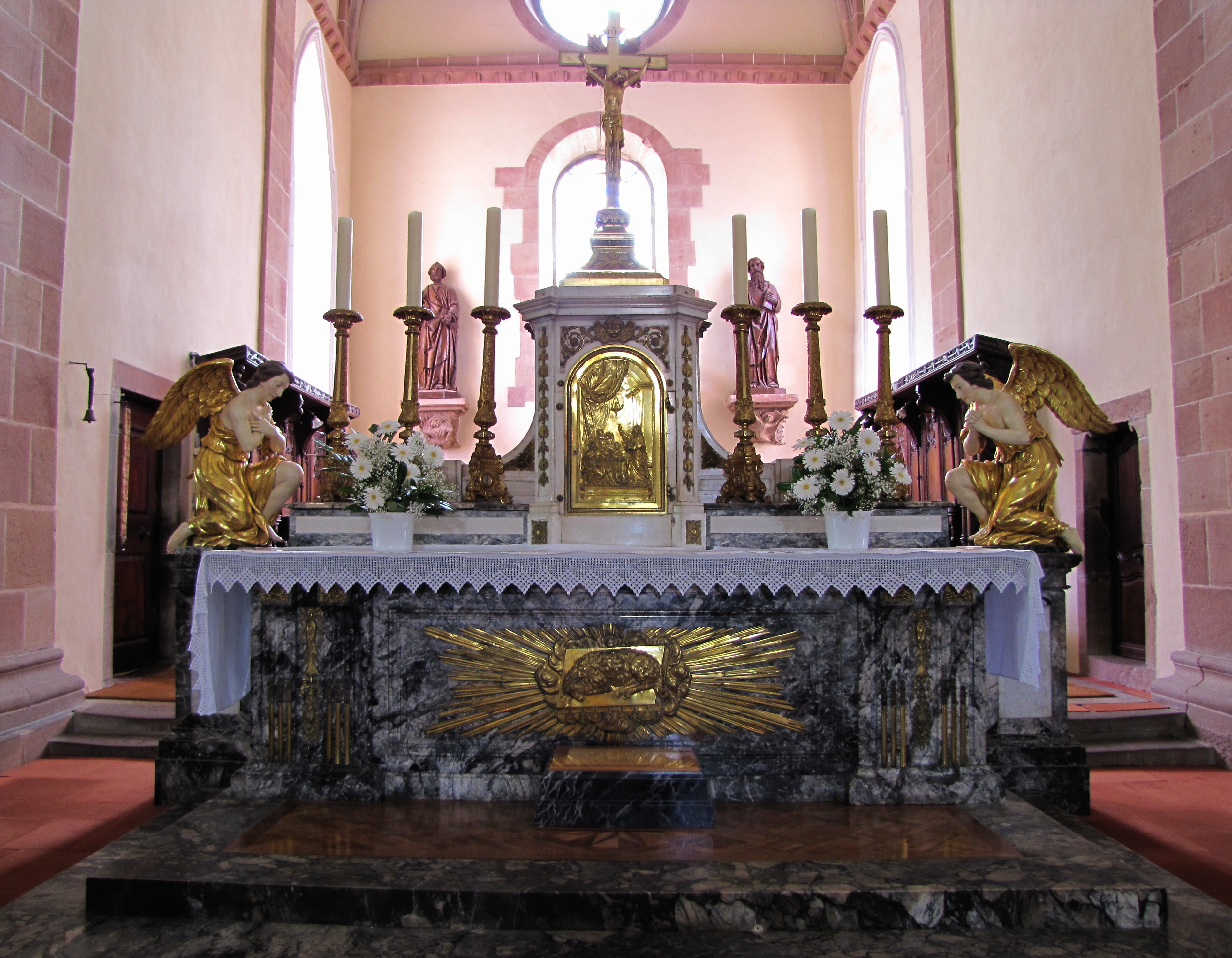
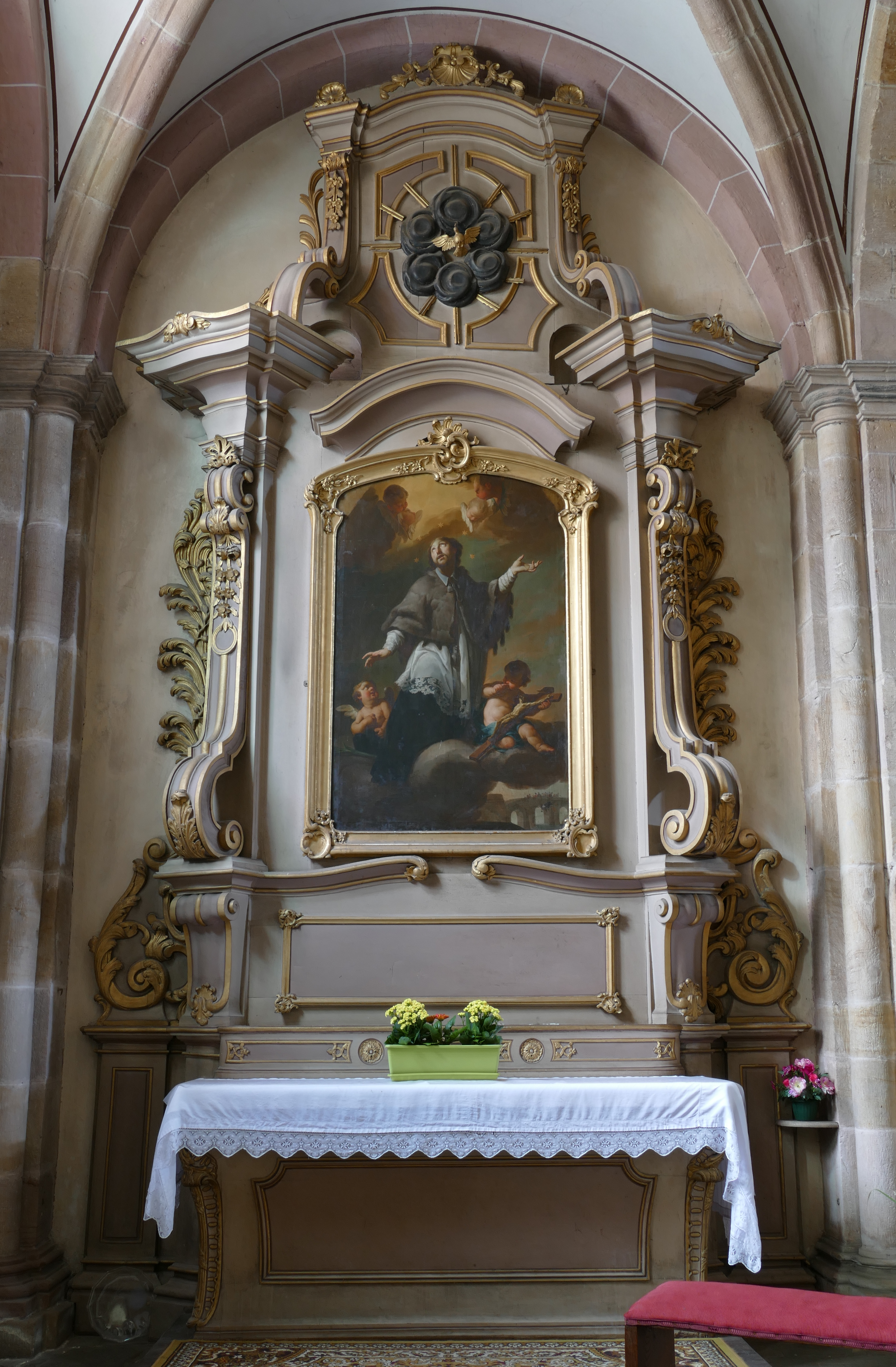
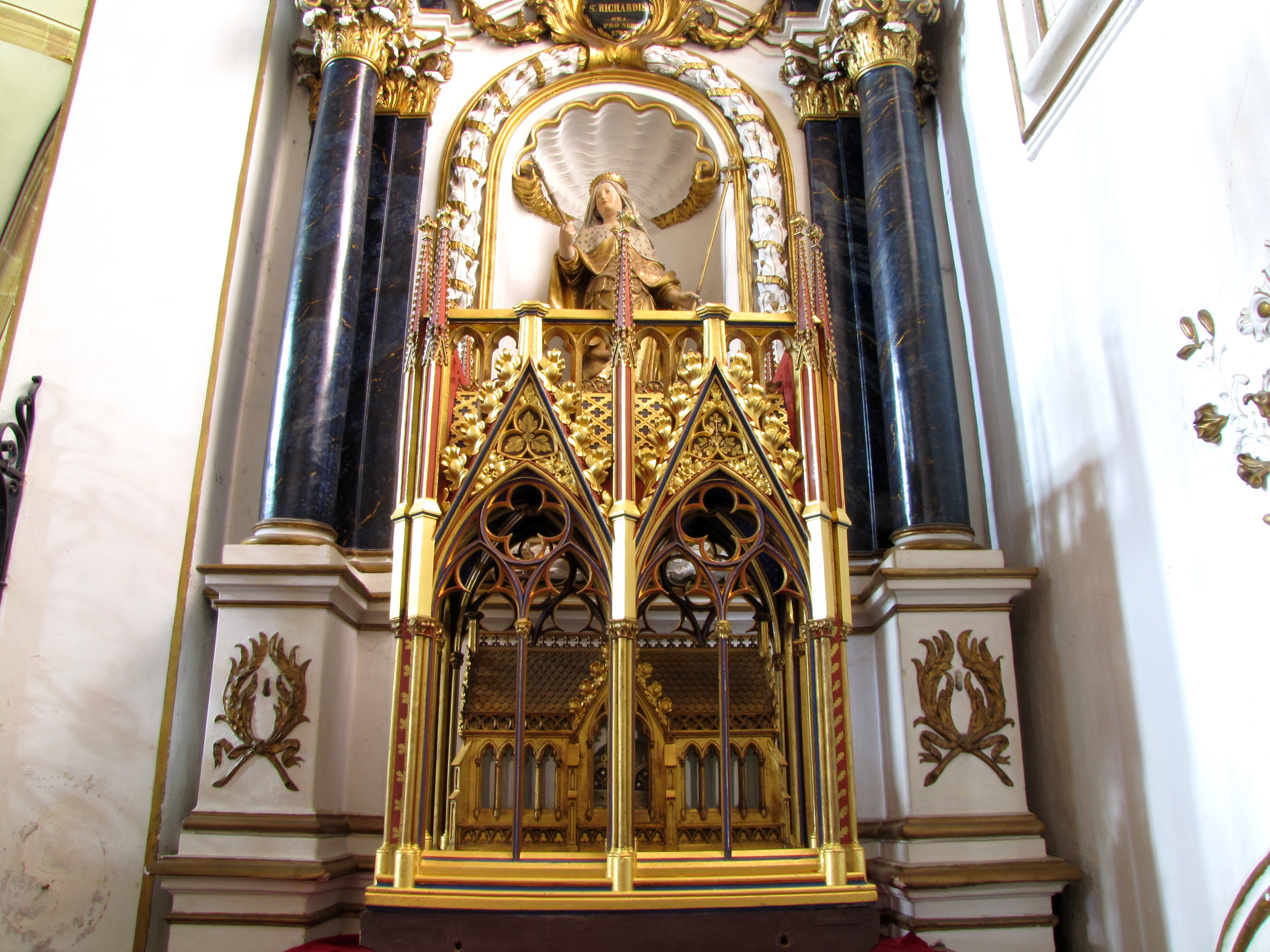
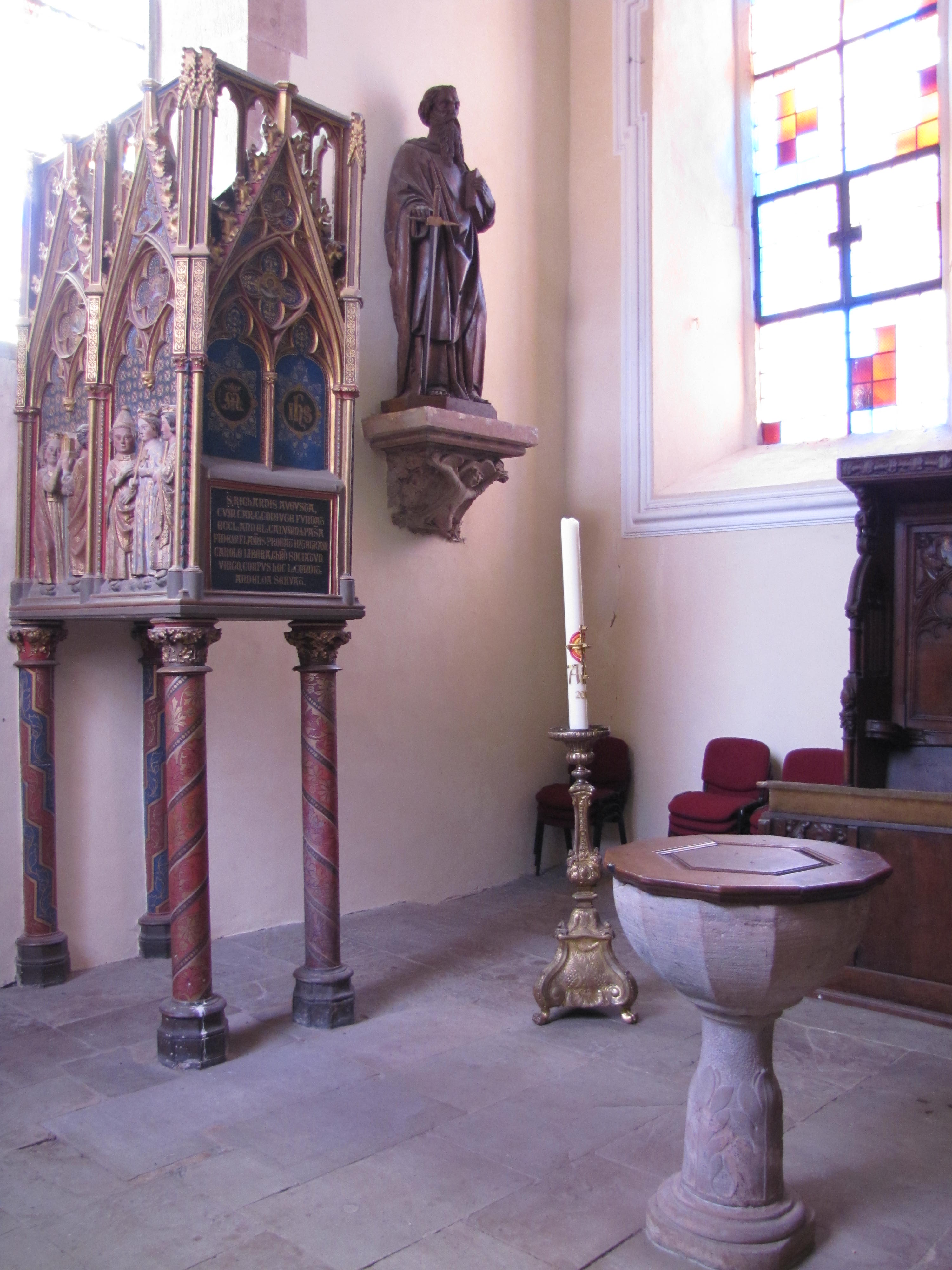